# Stefania (film)
Pour plus de détails, voir Fiche technique et Distribution.
Stefania (Η Στεφανία) est un film grec réalisé par Yánnis Dalianídis et sorti en septembre 1966.

## Synopsis
Le film s’ouvre sur une mise en parallèle du présent et du passé de Stefania (Zoï Laskari), qui entre dans une maison de redressement pour jeunes filles alors qu’elle semblait avoir une vie heureuse auparavant, notamment en tombant amoureuse du docteur Yorgos Daponte (Spyros Fokas), qui venait soigner sa mère à domicile. L’énigme centrale du film est de comprendre comment Stefania a connu cette déchéance.
Dans la maison de redressement, Stefania doit faire face à un quotidien misérable, et souhaite être libérée par tous les moyens. Le médecin de l’établissement se révèle être Yorgos Daponte. Le spectateur apprend qu’après leur première rencontre, les deux jeunes amoureux n’ont pas pu se revoir car Stefania a fui de chez elle pour éviter son beau-père (Byron Pallis). Yorgos n’est pas insensible au sort de Stefania, mais ne peut pas l’aider à sortir. Il insiste néanmoins auprès de la direction pour améliorer les conditions de vie des détenues. Stefania a l’avantage d’être belle et attirante, et joue de ses charmes de manière provocante auprès du gardien et d’un ouvrier dans l’espoir qu’ils la laissent sortir. Néanmoins, ces tentatives n’aboutissent à rien.
Le caractère de Stefania s’endurcit avec le temps. Une querelle ne tarde pas à survenir entre elle et la surveillante des travaux, et la jeune fille échappe de peu à une lourde sanction. Elle se lie d’amitié avec plusieurs autres codétenues, notamment une adolescente nommée Esther et une homosexuelle nommée Aleka. Esther servait d’assistante au docteur Daponte, mais ne peut plus assurer cette tache à cause de violentes douleurs qui la clouent au lit, dues à l’apparition de ses règles. Stefania est choisie comme nouvelle assistante du docteur. Sa nouvelle position lui permet de changer de stratégie pour espérer sortir de l’établissement. Elle devient une assistante modèle et une détenue disciplinée, y compris lors d’une insurrection générale de ses codétenues. Yorgos souhaite l’épouser.
Néanmoins, Stefania préfère qu’il sache auparavant la raison de sa détention. Elle lui écrit donc une lettre mise en scène sous la forme d’un flash-back. Alors que sa vie était heureuse, son beau-père a eu une relation incestueuse avec elle. Elle a rapidement commencé à apprécier cette relation malgré son anormalité. Ayant trouvé un petit ami de son âge, elle a décidé d’abandonner le foyer de sa mère et de son beau-père et de tout avouer au jeune homme. Celui-ci, considérant qu’il avait affaire à une jeune fille aux mœurs légères, a décidé de la « partager » avec un ami à lui. La situation a empiré sans choquer Stefania, qui s’est retrouvée impliquée dans un réseau de prostitution en vendant ses charmes auprès de clients fortunés. Toujours mineure pendant cette période, son arrestation lui a valu la maison de correction.
La lettre provoque le départ de Yorgos qui ne veut plus voir Stefania. Il ne tarde néanmoins pas à revenir après s’être rendu compte que ses pensées ne pouvaient plus se détourner d’elle. En lui annonçant son départ pour aller travailler au Soudan, il lui annonce qu’elle va être libérée pour le suivre dans cette nouvelle vie. Heureuse et ravie de ce dénouement, Stefania quitte l’établissement sans tarder. Néanmoins, le gardien du lieu ne supporte pas l’idée qu’elle s’en aille après les avances qu’elle lui avait faites et auxquelles il repense constamment. Il la poursuit jusque dans un champ, et l’étrangle dans un accès de désespoir et de frustration.

## Fiche technique
- Titre : Stefania
- Titre original : Η Στεφανία
- Réalisation : Yánnis Dalianídis
- Scénario : Yánnis Dalianídis d'après Nelli Theodoridou
- Direction artistique :
- Décors : Markos Zervas
- Costumes :
- Photographie : Nikos Kavoukidis
- Son : Thanassis Georgiadis
- Montage : Petros Lykas
- Musique : Mimis Plessas
- Société(s) de production : Finos Film
- Pays d'origine :  Grèce
- Langue : grec
- Format :  Noir et blanc
- Genre : Drame
- Durée : 100 minutes
- Dates de sortie : septembre 1966
- Affiche : Constantin Belinsky (France)

## Distribution
- Zoe Laskari : Stefania Karali
- Spýros Fokás : médecin
- Byron Pallis (el)
- Despo Diamantidou : geôlière
- Tassó Kavadía
- Spyros Kalogirou (el) : Armagos
- Spyros Konstantopoulos (el) : Markoglou
- Nora Valsami (en)

## Récompenses
Sélectionné au Festival du cinéma grec 1966 (Thessalonique)